# Avnet
Avnet, Inc. és un distribuïdor de components electrònics amb seu a Phoenix, Arizona, que porta el nom de Charles Avnet, que va fundar l'empresa el 1921. Després del seu inici a Manhattan's Radio Row, la companyia es va constituir el 1955 i va començar a negociar a la Borsa de Nova York el 1961. El 8 de maig de 2018, Avnet va canviar els mercats de valors a Nasdaq, negociant amb el mateix ticker AVT.
L'any 1921, Charles Avnet, un immigrant jueu rus de 33 anys, va començar a comprar peces de ràdio sobrants i a vendre-les al públic a les Radio Rows de les ciutats portuàries dels Estats Units. A mesura que la fabricació de ràdio va créixer, la distribució de peces es va enlairar. A mitjans de la dècada de 1920, quan les ràdios fabricades en fàbrica van començar a substituir peces de ràdio, va ajustar el seu canal de distribució i va començar a vendre peces a fabricants i distribuïdors. A mitjans de la dècada de 1920, Avnet es va diversificar ramificant-se en kits de ràdio de cotxes i kits de muntatge d'automòbils. Durant la Gran Depressió, va canviar el focus de la venda al detall a la venda a l'engròs.
Durant la Segona Guerra Mundial, Avnet va fabricar antenes per a les forces armades nord-americanes. El fill de Charles, Lester, es va incorporar al negoci en aquell moment. Un cop acabada la guerra, Avnet es va centrar a comprar i vendre peces electròniques i elèctriques excedents.
El juliol de 2010, la companyia va comprar Bell Microelectronics per 631 milions de dòlars. El juliol de 2011, el conseller delegat Roy Vallee es va jubilar i el llavors director d'operacions Richard Hamada va ser nomenat conseller delegat.
El març de 2012, Avnet, Inc. va adquirir Ascendant Technologies i l'octubre de 2012, BrightStar Partners, Inc. i BSP Software LLC. Això es va fer per ampliar Avnet Technology Solutions.
El setembre de 2016, Tech Data va anunciar que havia signat un acord per adquirir el grup operatiu Technology Solutions d'Avnet, Inc. en una transacció d'accions i efectiu valorada en aproximadament 2.600 milions de dòlars EUA. Segons els termes de l'acord, Avnet va rebre al tancament aproximadament 2.400 milions de dòlars en efectiu i 2.785 milions d'accions comunes de Tech Data, que representen una posició de propietat aproximada del 7% a Tech Data. L'octubre de 2016, la companyia va comprar el distribuïdor de components britànic Premier Farnell per 691 milions de lliures.
El març de 2019, Avnet va anunciar que treballava amb el proveïdor de pagaments de cadena de blocs BitPay per acceptar la criptomoneda com a pagament de productes i serveis. Avnet va declarar que ja havia tancat "diverses transaccions multimilionàries de criptomoneda" en el primer mes d'acceptar Bitcoin.